# Хайнрих III (Хесен)
Вижте пояснителната страница за други личности с името Хайнрих III.
Хайнрих III „Богатия“ (на немски: Heinrich III „der Reiche“ von Hessen, * 15 октомври 1440, † 13 януари 1483 в Марбург) от Дом Хесен е ландграф на Горен Хесен в Марбург от 1458 до 1483 г.
Той е вторият син на ландграф Лудвиг I († 17 януари 1458) и съпругата му Анна Саксонска (1420 – 1462), най-възрастната дъщеря на курфюрст Фридрих I от Саксония (1370 – 1428) от род Ветини и Катарина фон Брауншвайг-Люнебург (1395 – 1442) от род Велфи. Наричат го Богатия, заради женитбата му с богата Анна от Катценелнбоген.
Баща му разделя в завещанието си Ландграфството Хесен между синовете си. След смъртта на баща му през 1458 г. Хайнрих III получава Горен Хесен с резиденция в Марбург, а по-големият му брат Лудвиг II (1438 – 1471) получава Долен Хесен с резиденция в Касел.
Двамата братя се карат до 1470 г. за точните граници на техните владения и през 1469 г. се стига до война между двамата. Хеската братска война е прекратена през май 1470 г. след посредничество на техния друг брат, по-късният архиепископ Херман IV от Кьолн. Лудвиг II умира през 1471 г. Хайнрих III поема опекунството за двата му сина и управлява до смъртта си през 1483 г. Долен- и Горен Хесен.
След смъртта на Вилхелм III през 1500 г., синът на Хайнрих, тяхното наследство попада на Каселската линия при Вилхелм II, синът на Лудвиг II.

## Семейство
Хайнрих III се жени през 1458 г. за Анна от Катценелнбоген (1443 – 1494), дъщеря на граф Филип I (1402 – 1479) и първата му съпруга Анна от Вюртемберг (1408 – 1471). Те имат четири сина и две дъщери:
- Фридрих (умира като дете)
- Лудвиг (III) (1461 – 1478)
- Вилхелм III (1471 – 1500), последва баща си в Горен Хесен
- Хайнрих (* юли 1474, умира млад)
- Елизабет (1466 – 1523), ∞ 1482 граф Йохан V от Насау-Диленбург (1455 – 1516)
- Матилда или Мехтхилд (1473 – 1505), ∞ 1489 херцог Йохан II от Клеве (1458 – 1521).

С Христина (Стайна), съпругата на художника Йохан Диц († 1480) в Марбург, Хайнрих III има извънбрачната дъщеря („uneliche tuchter“)
- Контцел (* пр. 1471, † пр. 1508), ∞ пр. 1489 за Лудвиг Орт (ок. 1460 – 1523), която е прародител на Йохан Волфганг фон Гьоте (1749 – 1832).